# 584년

## 연호
- 남진(南陳) 지덕(至德) 2년
- 후량(後梁) 천보(天保) 23년
- 수(隋) 개황(開皇) 4년
- 신라(新羅) 홍제(鴻濟) 13년 / 건복(建福) 원년

## 기년
- 남진(南陳) 후주(後主) 2년
- 수(隋) 문제(文帝) 4년
- 신라(新羅) 진평왕(眞平王) 6년
- 고구려(高句麗) 평원왕(平原王) 26년
- 백제(百濟) 위덕왕(威德王) 31년